# Президентские выборы в Чили (1932)
Досрочные президентские выборы в Чили проходили 30 октября 1932 года после ухода в отставку президента Монтеро одновременно с парламентскими выборами. Новым президентом стал кандидат от Либеральной партии Артуро Алессандри, получивший 55% голосов избирателей при явке 74%.

## Предвыборная обстановка
Предыдущие президентские выборы прошли лишь в 1931 году. Однако, Великая депрессия привела к политической и экономической нестабильности в Чили. К середине 1932 года ситуация катастрофически ухудшилась. Президент Хуан Эстебан Монтеро вынужден был подать в отставку сразу после мятежа под руководством Мармадуке Грове, который привел к образованию Социалистической республика Чили. Грове был вскоре смещён бывшим союзником Карлосом Давила, затем смещённым Бартоломе Бланше, пока, наконец, Абрахам Ойандел не провозгласил себя главой республики и не объявил о всеобщих выборах. В результате президентом стал Артуро Алессандри, что завершило один из самых турбулентных периодов чилийской истории.

## Результаты
| Кандидат                            | Партия                          | Голоса  | %     |
| Артуро Алессандри                   | Либеральная партия              | 189 914 | 55,1% |
| ----------------------------------- | ------------------------------- | ------- | ----- |
| Мармадуке Грове                     | Новое общественное движение     | 60 856  | 17,6% |
| Эктор Родригес де ла Котта          | Консервативная партия           | 47 207  | 13,7% |
| Энрике Саньярту Прието              | Объединённая либеральная партия | 42 885  | 12,4% |
| Элиас Лафферте                      | Коммунистическая партия         | 4 128   | 1,2%  |
| Недействительные/пустые бюллетени   |                                 | 902     |       |
| Всего                               |                                 | 345 892 | 100%  |
| Зарегистрированных избирателей/Явка |                                 | 464 879 | 74,4% |